# Windows Fundamentals for Legacy PCs
Windows Fundamentals for Legacy PCs (w skrócie WinFLP) – specjalne wydanie systemu operacyjnego Windows XP, bazujące na Windows XP Embedded SP2, zoptymalizowane i okrojone pod kątem starszych i mniej wydajnych komputerów. System został wydany 8 kwietnia 2006 r. i jest dostępny jedynie dla firm posiadających podpisaną umowę na licencję zbiorczą.

## Opis
Microsoft prezentuje system WinFLP jako okrojone rozwiązanie posiadające jednak kluczowe funkcjonalności potrzebne firmom, takie jak zapora systemu Windows, zasady grup, automatyczne aktualizacje, pulpit zdalny (RDP) oraz możliwość podłączenia do usług Active Directory. Jest to system odradzany jako system głównego zastosowania, czyli np. w domu.
Windows FLP jest zoptymalizowaną wersją systemu Windows XP pod kątem starszych maszyn. Może uruchamiać aplikacje lokalnie, uruchamiać programy zdalnie lub działać w trybie bezdyskowym – łącząc się z serwerem bez potrzeby instalacji i posiadania dysku na stacji roboczej.
To wydanie Windows XP nie jest dostępne jako wersja pudełkowa ani OEM. Jest dostępne jedynie dla firm posiadających określoną liczbę licencji na Windows 9x oraz wyjątkowo dostępne dla klientów usługi Software Assurance. Do aktywacji wykorzystywane są klucze licencji zbiorczej Volume License dla systemu Windows XP Professional. System nie zawiera gier, programu Outlook Express ani niektórych narzędzi systemowych, nawet w trybie pełnej instalacji (1,1 GB).
W fazie wczesnego rozwoju Windows Fundamentals for Legacy PCs posiadał nazwy kodowe „Eiger” i „Mönch” w połowie roku 2005. Jak w większości nazw kodowych systemów Microsoftu są to nazwy szczytów górskich.

## Minimalne wymagania sprzętowe
- Procesor klasy Pentium 233 MHz (zalecane 300 MHz)
- 64 MB RAM (zalecane 128 MB)
- 500 MB wolnego miejsca na dysku twardym (zalecane 1 GB)
- Rozdzielczość ekranu 800×600 lub wyższa

## Kluczowa funkcjonalność
- Używa mniej pamięci RAM niż Windows XP Professional
- Uruchamia większość aplikacji dla Windows 2000/XP
- Obsługuje podstawowe funkcje sieciowe
- Obsługuje większość sterowników dla Windows 2000/XP
- Obsługuje DirectX
- Obsługuje rozszerzone peryferia takie jak mysz, klawiatura
- Umożliwia uruchomienie połączenia zdalnego z płyty instalacyjnej

## Ograniczenia wydania
- Usunięto wsparcie dla połączeń sieciowych i terminalowych używających Dial-Up.
- Może mieć problemy kompatybilności z niektórymi programami
- Może mieć problemy kompatybilności z niektórymi starymi sterownikami
- Instalacja wymaga pełnego sformatowania całego dysku lub wybranej partycji
- Nie ma panelu kalibracji joysticka (JOY.CPL)
- Nie ma pliku NULL.SYS będącego wirtualnym urządzeniem pustym (używanego przez Cygwina do implementacji /dev/null)[4].
- Domyślnie jest ustawiony tryb logowania na klasyczny
- Przy instalacji trzeba wpisać swoje hasło (inaczej nie będzie można kontynuować instalacji)